# Mercedes-Benz W187

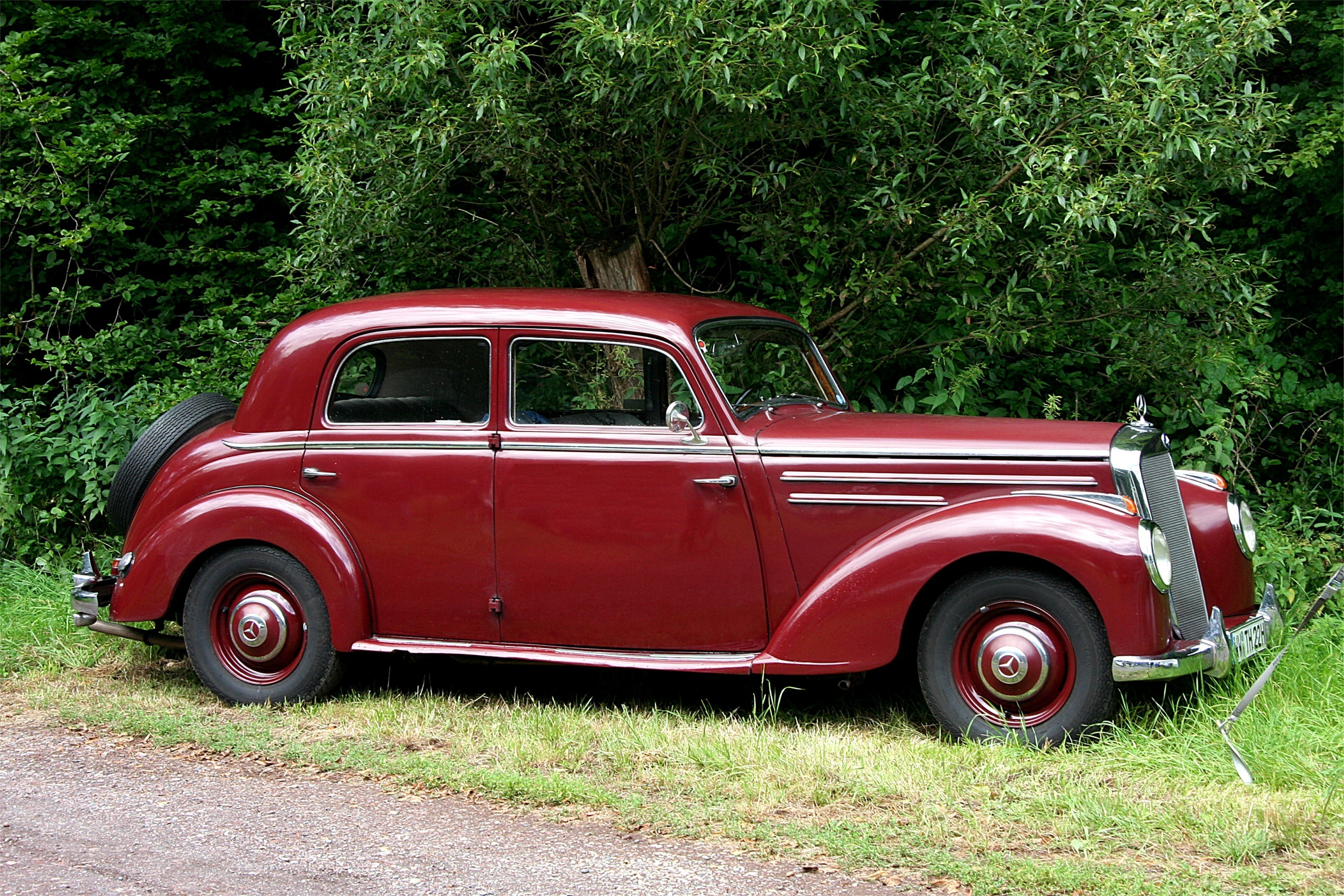
Mercedes-Benz 220 sedan

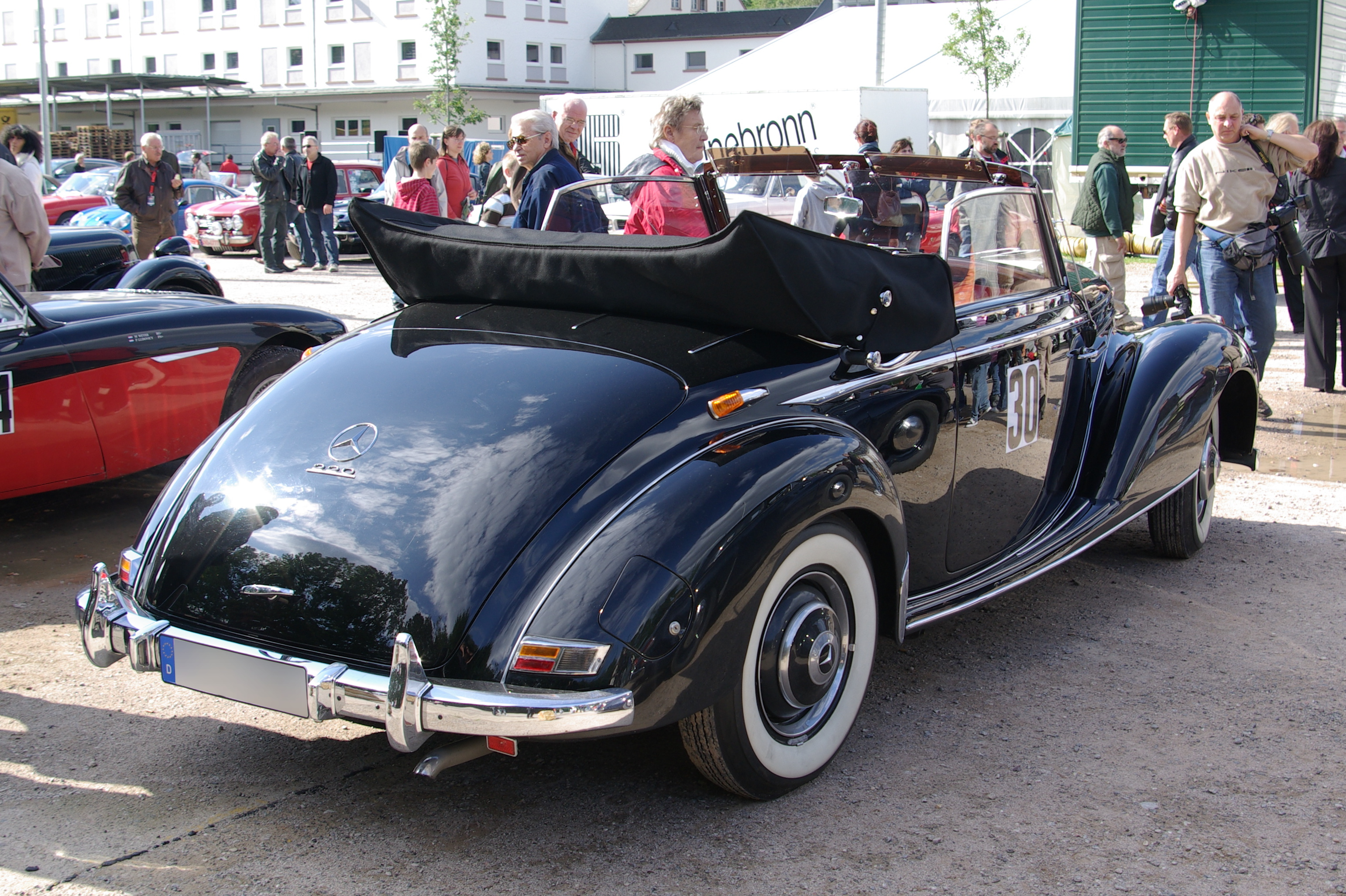
Mercedes-Benz 220 Cabriolet A

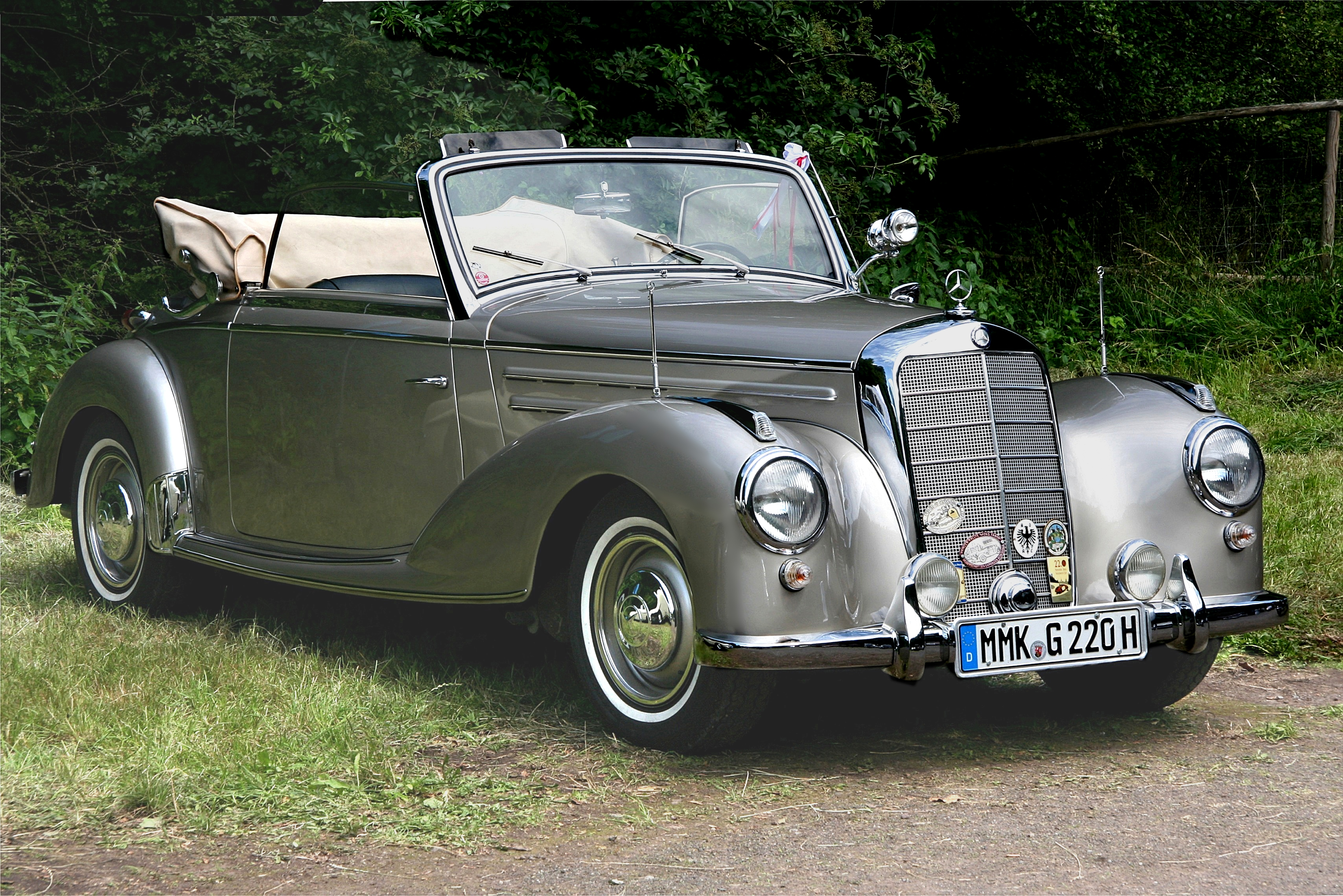
Mercedes-Benz 220 S Cabriolet A

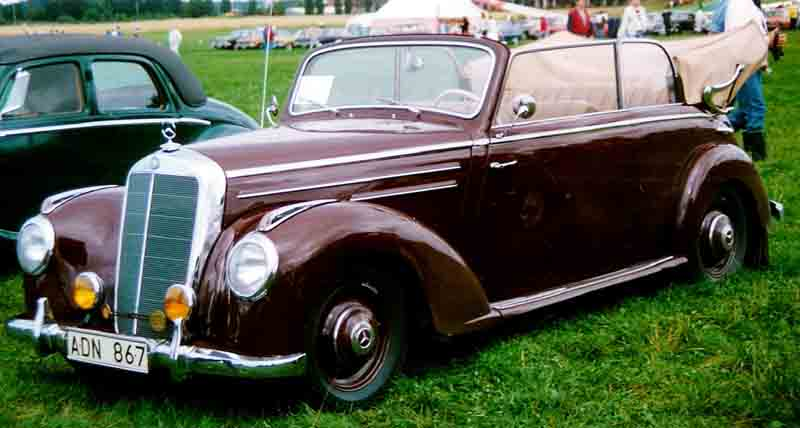
Mercedes-Benz 220 Cabriolet B

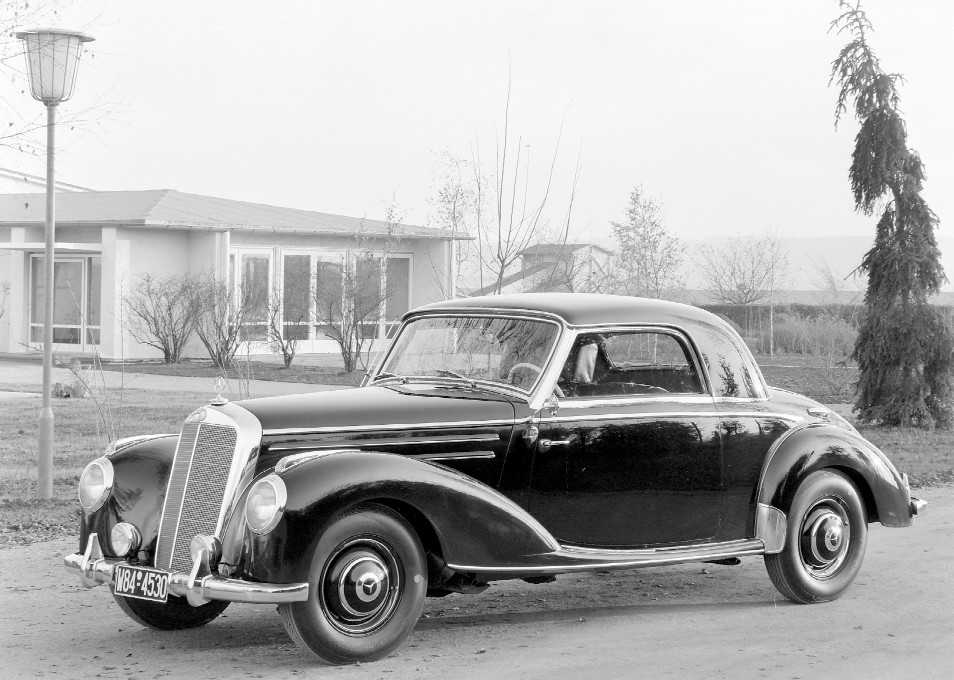
Mercedes-Benz 220 Coupé

Mercedes-Benz W187 – seria luksusowych samochodów osobowych produkowanych przez firmę Mercedes-Benz w latach 1951–1955 sprzedawanych jako Mercedes-Benz 220. Pojazd dostępny był w czterech wersjach nadwoziowych: 4-drzwiowy sedan, 2-drzwiowy kabriolet w wersjach A i B, bądź 2-drzwiowe coupé. Do napędu użyto benzynowego silnika R6 2.2 SOHC o mocy 80 KM. Moc przenoszona była na oś tylną poprzez 4-biegową manualną skrzynię biegów. Powstało 18 514 egzemplarzy serii W187, z czego 16 154 w wersji sedan, 1278 cabriolet A (2-osobowy), 997 cabriolet B (4-osobowy) i 85 coupé. Samochód został zastąpiony przez modele W105/W128/W180.